# Anisozyga callisticta
Anisozyga callisticta är en fjärilsart som beskrevs av Turner 1904. Anisozyga callisticta ingår i släktet Anisozyga och familjen mätare. Inga underarter finns listade i Catalogue of Life.